# Gassarest
Gassarest ist ein Ort im Bezirk St. Veit an der Glan in Kärnten (Österreich). Durch die Streusiedlung verläuft heute die Grenze zwischen den Gemeinden Gurk und Straßburg, wodurch der Ort in zwei Ortschaften zerfällt: Die Ortschaft Gassarest in der Gemeinde Gurk hat 8 Einwohner (Stand 1. Jänner 2024), die Ortschaft Gassarest in der Gemeinde Straßburg hat 5 Einwohner (Stand 1. Jänner 2024).

## Lage
Der Ort liegt im Nordwesten des Bezirks Sankt Veit an der Glan, an den Ausläufern des Mödringbergzugs linksseitig im Gurktal, und zwar rechtsseitig des Mühlbachgrabens und des Unterlaufs des Draschelbachs. Die Zufahrten zu allen zum Ort gehörenden Häuser verzweigen sich vom Tal des Draschelbachs aus, in das von der Gurktal Straße aus im Westen des Gemeindegebiets von Gurk eine Straße führt. Das bedeutet, dass die in der Gemeinde Straßburg lebenden Bewohner von Gassarest ihren Gemeindehauptort nur über den Gemeindehauptort ihrer Nachbargemeinde Gurk erreichen können.
In der Katastralgemeinde Gurk der Gemeinde Gurk liegen
Harber oder Antiskeusche (Gassarest Nr. 1 und 3), Lager (Nr. 2 und 21) und Bergmörtl (Nr. 15). In der Katastralgemeinde Straßburg Land der Gemeinde Straßburg liegen Mühlbacher (Nr. 4), Wispelhofer (Nr. 6), Astl (Nr. 7), Hübler (Nr. 8), Mattnig (Nr. 9), Walcher oder Walchhube (Nr. 10), Neubauer und Schlägerer oder Schlögerer (Nr. 14, 24 und 25), Waldheim (Nr. 19) und Astlkeusche (Nr. 20).

## Geschichte
Der Ortsname leitet sich vom slowenischen kozarište (= Stätte der Ziegenhirten) ab und ist für 1071 als Gozarist belegt.
Der gesamte Ort Gassarest lag zunächst auf dem Gebiet der Steuergemeinde Straßburg Land und gehörte damit ab Bildung der Ortsgemeinden Mitte des 19. Jahrhunderts zur Gemeinde Straßburg.
Im April 1895 brannte die Hüblerhube samt Wirtschaftsgebäude ab. Im Februar 1896 brannten Wohn- und Wirtschaftsgebäude des Hofs vulgo Pratz (im Norden von Gassarest; der Hof existiert heute nicht mehr) ab, wobei zwei 4- bzw. 6-jährige Kinder ums Leben kamen.
Im November 1896 brannte der Neubauerhof samt Nebengebäuden ab. Im September 1913 brannten Wohn- und Wirtschaftsgebäude des Mattnighofs ab, ein 6 Monate altes Kind starb in den Flammen.
1925 wurde der südliche Teil des Orts an die Gemeinde Gurk abgetreten. In Verbindung damit wurden auch die Katastralgemeindegrenzen neu gezogen, so dass jene Häuser nun in der Katastralgemeinde Gurk liegen.

## Bevölkerungsentwicklung des gesamten Orts
Für den Ort ermittelte man folgende Einwohnerzahlen:
Vor der Teilung, zur Gänze in der Gemeinde Straßburg:
- 1869: 15 Häuser, 103 Einwohner[7]
- 1880: 15 Häuser, 96 Einwohner[8]
- 1890: 13 Häuser, 82 Einwohner[9]
- 1900: 11 Häuser, 72 Einwohner[10]
- 1910: 14 Häuser, 85 Einwohner[11]
- 1923: 15 Häuser, 93 Einwohner[12]

Gesamtzahlen seit der Teilung des Orts in die Gemeinden Straßburg und Gurk:
- 1961: 14 Gebäude, 74 Einwohner[13][14]
- 2001: 16 Gebäude (davon 8 mit Hauptwohnsitz) mit 14 Wohnungen; 25 Einwohner und 3 Nebenwohnsitzfälle; 9 Haushalte; 0 Arbeitsstätten, 7 land- und forstwirtschaftliche Betriebe[15][16]
- 2011: 15 Gebäude, 15 Einwohner, 9 Haushalte, 1 Arbeitsstätte[17][18]
- 2021: 14 Gebäude, 14 Einwohner, 9 Haushalte, 1 Arbeitsstätte[19][20]

## Ortschaft Gassarest (Gemeinde Gurk)

### Bevölkerungsentwicklung
Für die Ortschaft ermittelte man folgende Einwohnerzahlen:
- 1961: 4 Häuser, 22 Einwohner[13]
- 2001: 5 Gebäude (davon 3 mit Hauptwohnsitz) mit 6 Wohnungen; 13 Einwohner und 0 Nebenwohnsitzfälle; 4 Haushalte; 0 Arbeitsstätten, 3 land- und forstwirtschaftliche Betriebe[15]
- 2011: 5 Gebäude, 9 Einwohner, 4 Haushalte, 1 Arbeitsstätte[17]
- 2021: 5 Gebäude, 8 Einwohner, 4 Haushalte, 0 Arbeitsstätten[19]

## Ortschaft Gassarest (Gemeinde Straßburg)

### Bevölkerungsentwicklung seit der Teilung
Für die Ortschaft ermittelte man folgende Einwohnerzahlen:
- 1934: 78 Einwohner[21]
- 1961: 10 Häuser, 52 Einwohner[14]
- 2001: 11 Gebäude (davon 5 mit Hauptwohnsitz) mit 8 Wohnungen; 12 Einwohner und 3 Nebenwohnsitzfälle; 5 Haushalte; 0 Arbeitsstätten, 4 land- und forstwirtschaftliche Betriebe[16]
- 2011: 10 Gebäude, 6 Einwohner, 5 Haushalte, 0 Arbeitsstätten[18]
- 2021: 9 Gebäude, 6 Einwohner, 5 Haushalte, 1 Arbeitsstätte[20]